# Maxillaria baudoensis
Maxillaria baudoensis är en orkidéart som beskrevs av Eric Alston Christenson. Maxillaria baudoensis ingår i släktet Maxillaria och familjen orkidéer.
Artens utbredningsområde är Colombia. Inga underarter finns listade i Catalogue of Life.